# Leningradská aféra
Jako leningradská aféra (rusky Ленинградское дело) se označuje řada údajných kriminálních případů, které vyústily v čistku komunistické strany a státní správy SSSR v Leningradu a Leningradské oblasti v letech 1948–1950. Související politické procesy skončily mnoha tresty smrti a dlouhými tresty odnětí svobody. 

## Pozadí aféry
31. srpna 1948 zemřel Andrej Ždanov, v letech 1934–1945 jeden z nejbližších spolupracovníků Stalina a jeden z nejvlivnějších lidí v SSSR, který byl tajemníkem oblastního výboru komunistické strany v Leningradu. Předtím, v roce 1946, Ždanov a jeho přívrženci (Nikolaj Vozněsenskij, Alexej Kuzněcov a Michail Rodionov) odvolali tajemníka Ústředního výboru Komunistické strany Ukrajiny Georgije Malenkova a snížili jeho roli v mocenském aparátu. Malenkov proto plánoval pomstu vůči lidem, kteří napomohli k jeho ponížení; Lavrientij Berija byl také soupeřem Ždanova a jeho nejbližších spolupracovníků. 

## Průběh aféry
Po smrti Ždanova zahájili Malenkov a Berija intriku zaměřenou na diskreditaci jeho spolupracovníků. Přesvědčili Stalina o údajně separatistických snahách leningradské stranické organizace a údajné neloajálnosti lidí zastávajících vedoucí pozice v Leningradu a Leningradské oblasti. V důsledku těchto intrik byli v březnu 1949 Vozněsenskij a Kuzněcov propuštěni ze svých funkcí. Kuzněcov byl ihned zatčen spolu s prvním tajemníkem oblastního výboru strany Pjotrem Popkovem a premiérem ruské vlády Michailem Rodionovem. Vozněsenskij byl zatčen v říjnu 1949. 
Zatčení byli mimo jiné Vozněsenského bratra Alexandr (ministr školství RSFSR, bývalý rektor Leningradské univerzity), Michail Basov (místopředseda vlády RSFSR), Michail Safonov (předseda výkonného výboru Leningradské regionální rady), Ilja Charitonov a Nikolaj Solovjov (bývalí předsedové výkonného výboru Leningradské oblastní rady), Pjotr Ťurkin (místopředseda výkonného výboru Leningradské regionální rady), Georgij Badajev (2. tajemník oblastního výboru strany v Leningradu), Josif Turko (bývalý 2. tajemník oblastního výboru strany v Leningradu), Vsevolod Ivanov (bývalý tajemník regionálního výboru Komsomolu v Leningradu), Andrej Burilin (místopředseda výkonného výboru leningradské oblastní rady), Pjotr Lazutin (předseda výkonného výboru městské rady Leningradu), Jakov Kapustin (2. tajemník městského výboru strany v Leningradu), Pjotr Kubatkin (bývalý náčelník NKVD v Leningradské oblasti) a mnoha dalších lidí zastávajících vedoucí pozice v Leningradě a Leningradské oblasti ve 40. letech 20. století – ve stranickém, správním, ekonomickém, komsomolském i vojenském aparátu. Zatčení byli podrobeni brutálním výslechům a byli nuceni podepsat falešná doznání. Při vyšetřování sehrál velkou roli ministr státní bezpečnosti SSSR Viktor Abakumov.

## Soud a tresty
Ve dnech 29.–30. září 1950 se v Leningradu konalo přelíčení Vojenského tribunálu Nejvyššího soudu SSSR, které na základě obvinění z „vlastizrady a škodlivé a kontrarevoluční činnosti“ odsoudilo k trestu smrti Nikolaje Vozněsenského, Kuzněcova, Rodionova, Popkova, Lazutina a Kapustina (popraveni následující den v Leningradu) a na 15 let vězení Ťurkina. Ve dnech 27.–28. října 1950 v Moskvě stejný tribunál odsoudil k trestu smrti za účast na kontrarevoluční organizaci Badajeva, Basova, Burilina, Alexandra Vozněsenského, Ivanova, Kubatkina, Safonova, Solovjova, Charitonova a 11 dalších. Celkem bylo v souvislosti s „leningradskou aférou“ odsouzeno k dlouhodobému trestu odnětí svobody více než 200 osob a propuštěno z funkcí bylo přes 2000 lidí.

## Dozvuky
V dubnu a květnu 1954 byly oběti posmrtně rehabilitovány. V prosinci 1954 byl Viktor Abakumov odsouzen k trestu smrti a popraven mimo jiné za účast v této záležitosti. 
V červnu 1957 byl Georgij Malenkov jako hlavní organizátor čistky odvolán z funkce místopředsedy vlády SSSR. 